# ロッド・スチュワート
サー・ロデリック・デイヴィッド・“ロッド”・スチュワート（Sir Roderick David "Rod" Stewart、1945年1月10日 - ）は、スコットランド家系のイギリスのポップ・ロック・ミュージシャン、ヴォーカリストである。

## 概要
「ローリング・ストーンの選ぶ歴史上最も偉大な100人のシンガー」において第59位。「Q誌の選ぶ歴史上最も偉大な100人のシンガー」において第33位。フェイセズ時代の代表曲に「ステイ・ウィズ・ミー」「玉つきリチャード」、ソロ歌手としての代表曲に「マギー・メイ」「ユー・ウェア・イット・ウェル」「ホット・レッグズ」「アイム・セクシー」などがある。
1960年代にセッション・シンガーとして活動した後、第一期ジェフ・ベック・グループ、フェイセズでの活動を経て、ソロでも活躍した。ハスキーボイスの持ち主で、歌の上手さでも知られている。女性とサッカーが大好きで、10代の頃にはプロ・サッカーの3部リーグのチームのトライアルも受けた。ライブでは、客席にサッカーボールを蹴り込むパフォーマンスが定番となっている。
21世紀には『ザ・グレイト・アメリカン・ソングブック』シリーズを発表し、スタンダード・ナンバーのカバー曲に取り組むシンガーとしても活動している。2013年以降はソングライティングを再開し、オリジナルアルバムも発表している。2016年6月10日、英国政府によりナイト爵位が授与されることになった。大英帝国第3級勲位（CBE）が既に授与されており、音楽界への長年に渡る貢献が評価された。レコード、CDの全世界におけるトータル・セールス枚数は（シングル込みで）2億5000万枚以上。全米No.1アルバム4作、トップ10アルバムは17作。全英No.1アルバム10作、トップ10アルバムは33作の記録を持つ。

## 経歴
両親は労働者階級のロバート・スチュワートとエルシー・スチュワート夫妻であり、ロッドは5人兄弟の末っ子だった。彼の両親はロンドン北部で新聞販売業を営み、一家は店の2階に住んでいた。ロッドがロンドンのハイゲートで誕生する数分前に、ドイツのV2ロケットがちょうど通りの向かいの警察署へ命中した。
墓掘り人夫などの日雇い仕事を転々とした後、彼はサッカー選手として西ロンドンを本拠とするブレントフォードFCに参加したが、わずか3週間ほどでクラブから退団。1960年代前半に放浪の罪で追放されたスペインのフォーク歌手のウィズ・ジョーンズのツアーに加わり、音楽の経歴が始まった。イギリスに帰国すると、バーミンガムでジミー・パウエル・アンド・ザ・ファイブ・ディメンションズにボーカリスト、ブルースハープ奏者として加入した。バンドはパイ・レコードと契約した。彼はまた、1964年の大ヒット、ミリー・スモールの「マイ・ボーイ・ローリーポップ」のレコーディングにも参加した。
1964年にロンドンに戻ると、ロング・ジョン・ボルドリーの率いるフーチ・クーチー・メンに加入した。バンドはシングル「グッド・モーニング・リトル・スクールガール」を発表したが、チャートインはしなかった。フーチ・クーチー・メンは、ロッドとボルドリー、ジュリー・ドリスコール、ブライアン・オーガーらがメンバーで、のちにスティームパケットに発展した。スティームパケットは、1965年夏のローリング・ストーンズとウォーカー・ブラザーズのツアーをサポートし、アルバムを録音し数曲にボーカリスト及びコーラスとして参加するが、ロッドが1970年代に成功するまで発表されなかった。モッド・ムーブメントの後に「ロッド・ザ・モッド」の愛称を得た。
スティームパケットは1966年前半に解散し、ロッドはベリル・マースデンの率いるショットガン・エクスプレスに参加した。ショットガン・エクスプレスは、後にフリートウッド・マックを結成したミック・フリートウッドとピーター・グリーン、またピーター・バーデンス（元ゼム、後にキャメル）が参加していた。ショットガン・エクスプレスは解散直前に1枚のシングルを発表している。

### ジェフ・ベック・グループ
ショットガン・エクスプレスの解散後、ジェフ・ベック率いるジェフ・ベック・グループに参加する。1968年に最初のアルバム『トゥルース』が英米でヒットし、大規模なツアーが行われた。セカンド・アルバム『ベック・オラ』もヒットしたが、バンドは1969年末に解散した。ベックはロッドの参加でティム・ボガート、カーマイン・アピスらと新バンド結成を計画したが、ロッドは参加しなかった。

### フェイセズ
アメリカのバンド、カクタスがロッドをリード・ボーカルとして誘ったが、彼はジェフ・ベック・グループのベーシスト、ロン・ウッドに誘われてスティーヴ・マリオットの脱退したスモール・フェイセスへ参加することを決めた。同バンドは、2人の加入と共にバンド名をフェイセズに変更した。フェイセズはアルコールにめっぽう強く、酔いどれバンドとしても知られた。また、ソロ・アルバムの契約にサインし、ソロ歌手としてマーキュリー・レコードと、そしてフェイセズとしてワーナー・ブラザースと2つのレコード会社を掛け持つこととなる。1969年に発表された最初のソロ・アルバム『ロッド・スチュワート・アルバム』は、リリース当時は目立ったヒットとならなかったが、1972年にはアメリカのBillboard 200で139位を記録した。

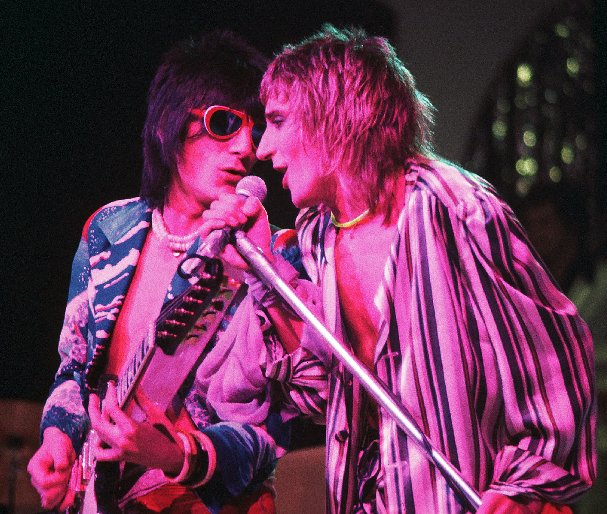
スチュワート(右)とロン・ウッド

フェイセズのデビュー・アルバム『ファースト・ステップ』は1970年前半に発表され、その音楽スタイルはローリング・ストーンズに似通っていた。アルバムは、アメリカよりもイギリスでヒットし、バンドはライブでの評判が高まった。
2ndソロ・アルバム『ガソリン・アレイ』をギタリスト、マーティン・クイッテントンと共に発表。この頃はロッドのソロアルバムもフェイセズは惜しみなくレコーディングに協力していた。3rdソロ・アルバム『エヴリ・ピクチャー・テルズ・ア・ストーリー』が英米チャート共に同時1位という、史上5度目となる快挙を成し遂げる。また、シングル・カットされた「リーズン・トゥ・ビリーヴ／マギー・メイ」も大ヒット（全英1位／Billboard Hot 100で全米1位）を記録する。「マギー・メイ」は当初シングルB面扱いだったが、同曲を気に入ったラジオDJ達が後にA面扱いで紹介した（プレス上はB面のままである）。
1972年11月には、ロンドン交響楽団とイギリス室内合唱団によるロック・オペラ『トミー』のアルバム制作とコンサートに客演して、「ピンボールの魔術師」を独唱した。同曲は1973年に発表された初のベスト・アルバム『シング・イット・アゲイン・ロッド』にも収録された。
フェイセズとしても3枚目のアルバム『馬の耳に念仏』がヒットし、「ステイ・ウィズ・ミー」が代表曲として知られるが、ロッドのソロ活動が成功するうち、バンド内に亀裂が生じることとなる。
4thアルバム『ウー・ラ・ラ』ではレコーディングに参加しない楽曲まであり、フェイセズも当時のレコード会社の方針でロッドのバック・バンドのような扱いになってしまう。また、『ウー・ラ・ラ』をロッドが「完全な失敗作」などと批判する記事が掲載されたり、ソロ歌手として全米進出を目論んでいた矢先、レコード会社移籍問題で裁判になるといったトラブルも報じられた。これらが要因となり、1973年5月、リーダー格ロニー・レーンが脱退。同年7月には、日本人ベーシスト、山内テツが加入する。
その後もツアーは行われ、1974年2月には大阪と東京で全4公演の来日公演も組まれた（大阪2日目はキャンセル）。しかし、ライブ・アルバムの発表を機に“ロッド・スチュワート＆フェイセズ”とロッドが主体となるようクレジットが変更されたこと、フェイセズのツアーにもかかわらず、セットリストの多くはロッドのソロ名義の曲となり、関係の修復は困難となった。後にロッドは「ロニー・レーンはストーンズにおいてのキースの様な存在だった。彼の脱退と同時にフェイセズの魂は無くなってしまった」と語った。
1975年にはロン・ウッドがローリング・ストーンズに参加し、ツアーも敢行されたが、この年にバンドは解散した。

### ソロ時代
グループ時代から並行してソロ活動を続けた。1970年まではロッドの知名度は英国内にとどまっていた。しかし、1971年のトラッド・フォークを取り入れた「マギー・メイ」は全米1位の大ヒットとなり、ロッドの知名度はワールドワイドになった。翌年、「ユー・ウェア・イット・ウェル」もヒットしている。フェイセズ解散後、イギリスでの重税を逃れるため、渡米して『アトランティック・クロッシング』（1975年）を制作。このころから「ロック芸能人」的な見方をされるようになった。同アルバムはスティーヴ・クロッパーやジェシ・エド・デイヴィスなど、有名なアメリカ人ミュージシャンが参加した作品で、シングル「セイリング」が英国でヒット（全英1位）。『ナイト・オン・ザ・タウン』（1976年）からは「今夜きめよう」が全米で8週連続1位を記録する大ヒットとなった。
『明日へのキック・オフ』（1977年）から数年は、カーマイン・アピス（ドラム）を中心としたバック・バンドを従えて活動した。『スーパースターはブロンドがお好き』（1978年）は、ディスコ・ミュージックの要素を取り入れた「アイム・セクシー」が1979年にヒットしたこともあり、全米で4週連続1位に輝いた。だが、この「アイム・セクシー」は、ブラジルのアーティスト、ジョルジ・ベンの「タジ・マハール」(1976年)に非常によく似ていたため、盗作疑惑が持ち上がり裁判となった。裁判の結果はロッドの敗訴だった。後年、盗作である事をロッド本人が認めている。「アイム・セクシー」を収録した『スーパースターはブロンドがお好き』は、日本のオリコンアルバムチャートでも2位まで上昇する大ヒットとなった。1979年3月のソロ初の日本公演チケットは、ハガキによる抽選販売であった。会場の収容人数が合計8万人に対し、40万通を超える応募が殺到した。
ブルースロックやトラッド・フォークの路線から、渡米後は楽曲が産業ロック的になり、ロッド本人の女性スキャンダルや派手な生活も相まって、音楽ジャーナリストやロック・ファン、パンク・ロック勢から批判を浴びた。また1980年代には、当時アパルトヘイト政策をとっていた南アフリカの「サン・シティ」で公演をするミュージシャンとして、ロッド・スチャートやクイーンらは、厳しい批判を受けた。なお、人種差別に反対するアーティストたちは1980年代半ばに、「サン・シティ」というアルバムを発表している。

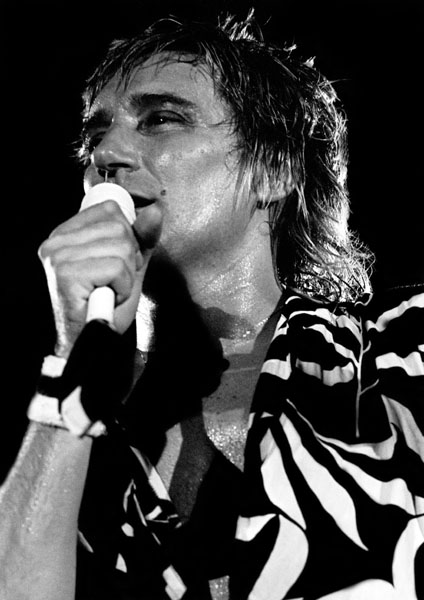
ダブリンでの公演(1981年)

1980年代は打ち込みサウンドが全盛の中、作品内でも取り入れるが、音楽ファンからはスタジアム・ロック的との見方をされ勢いを失った。1984年には、パースエイダーズのR&B曲をカバーした「サム・ガイズ・ハブ・オール・ザ・ラック」がヒットした。アルバム制作はやや緩やかになるものの、精力的なワールド・ツアーを敢行。また、旧友ジェフ・ベックの『フラッシュ』（1985年）にゲスト参加。ここで歌われた「ピープル・ゲット・レディ」（インプレッションズのカヴァー）は、その後もロッドの持ち歌となった。1981年と1984年に日本公演を果たしている。
1989年、トム・ウェイツのカバー「ダウンタウン・トレイン」が久々のヒット。「アイム・セクシー」以来11年ぶりに、全米・全英両方のチャートでトップ10入りしたシングルとなった。1991年には「モータウン・ソング」「リズム・オブ・マイ・ハート」と立て続けに全米・全英でトップ10を記録し、翌1992年には、再びトム・ウェイツのカバー「トム・トラバーツ・ブルース」を全英トップ10に送り込む。
1991年3月からは、ヨーロッパから全米まで1年間に渡る『ヴァガボンド・ハート・ツアー』を敢行。ヨーロッパでは、60公演以上のチケットが完売、アメリカでも動員・売上記録25週連続1位を記録する過去最大規模となった。一方、1992年には8年振りの来日公演が予定に組み込まれていたが、当時の妻であるレイチェル・ハンターが出産を間近に控えていた為、残りの日程をキャンセル。ツアーは打ち切りとなった。
1993年2月、フェイセズ時代の盟友ロン・ウッドと共にMTVアンプラグドに出演。その時の演奏は、同年にはライブ・アルバム『アンプラグド』としてリリースされた（2009年にはボーナス・トラックを2曲追加、初映像化となるDVD付きのデラックス・エディションとして再発）。全英・全米で2位、日本では7位。特に全米では5週連続浮上し、セールスは300万枚を突破。一方で、全曲カヴァー曲で構成されたアルバム『ワンス・イン・ア・ブルー・ムーン』が制作途中でお蔵入りとなった。（2010年にECサイト限定で商品化）同年には、ブライアン・アダムス、スティングと共にレコーディングした映画『三銃士』の主題歌「オール・フォー・ラヴ」が全米で3週連続1位を記録。
1994年、これまでの功績が評価されロックの殿堂入りを果たすが、授賞式の2日前にノースリッジ地震が起こり、ロッドの幼い子供達が怯えていたことから「子供達を置いていけない」という理由で授賞式を欠席した。MTV「アンプラグド」の成功もあり、本来ワールドツアーは終了していたものの、1994年4月には10年振りの日本公演を敢行。海外アーティストの来日公演では異例のオーケストラは全て日本人という編成で、アンプラグドスタイルでのライブを行っている。同年12月31日、リオ・デ・ジャネイロのコパカバーナ・ビーチで開催されたフリー・コンサートでは、350万人とも420万人ともいわれる観客の前で歌い、ギネス世界記録に認定される1995年にはフジテレビ系列のドラマ『沙粧妙子-最後の事件-』の主題歌に「レディ・ラック」が起用されシングル、アルバム共にヒット。再注目を集める事となり翌1996年に再来日。プロモーションとして『ニュースステーション』に出演し、同い年の久米宏とトークを繰り広げた。
2000年には甲状腺癌が判明、9か月間に渡って歌えなかったという衝撃が駆け巡ったが、アルバム『ヒューマン』のプロモーションに乗せてしまうほどで、周囲の不安を一掃した。ただ、喉の手術を機にこれまでの高音は出せなくなった為、以後、喉に負担を掛けない歌唱法に変更した。本作は70年代から所属してきたワーナー・ブラザースを離れ、同レーベルの傘下であるアトランティック・レーベル移籍第1弾アルバムである。
コンスタントにヒット・シングルを放つものの、キャリア前期に多く見られた代表作を生むには至らず、特にアメリカでは商業的に苦戦を強いられていた。ライターズ・ブロックに陥り、1990年代には楽曲のストックがほとんどなく、いくつかのオリジナル曲とカヴァー曲で構成されたアルバムを発表していた。
2002年、アトランティック・レーベルを離れ、クライヴ・デイヴィスが設立したJ RECORDSに移籍し、新境地の開拓を図る。2002年から2005年にかけては、スタンダード・ナンバーをカヴァーした『ザ・グレイト・アメリカン・ソングブック』シリーズ4作が全米だけで830万枚の大ヒット。全世界で2000万枚以上のセールスを記録。2004年の『ザ・グレイト・アメリカン・ソングブックVol.3』は、自身25年振りとなる全米1位を達成し、第47回グラミー賞の"最優秀トラディショナル・ポップ・アルバム"部門を受賞して通算13度目のノミネートで待望の初受賞となり、復活を果たした。
当初、このシリーズは3部作で完結と言われていたが、このVol.3の大ヒットもあり、最終的にVol.5まで発表した。2006年にはロック回帰を宣言したカヴァー・アルバム『グレイト・ロック・クラシックス』が再び全米1位を記録。
2007年7月12日、ロンドン・バッキンガム宮殿で大英帝国第3級勲位(CBE)が授与された。
2008年にはカヴァーシリーズの続編となるソウル・アルバムの制作が進行していたが、これまで二人三脚で歩んでいたクライヴ・デイヴィスがクリスマス・アルバムの制作を提案。これをロッド側が固辞し、ニュー・アルバムの制作が見送りとなった。その代わりに、ベスト・アルバム『スーパースター・ストーリー～ザ・ベスト・オブ・ロッド・スチュワート～ (Some Guys Have All The Luck)』に切り替わったという経緯がある。
2009年3月、13年振りとなる来日公演が実現。4公演とこれまでで最も少ない公演数ではあったが、日本武道館の初日公演が完売となり、各地で盛り上がりを見せた。また、3月14日のさいたまスーパーアリーナ公演の前には、Jリーグ浦和レッドダイヤモンズからのオファーを受け埼玉スタジアム2002を訪れた。Jリーグが開幕した1993年からレッズのオフィシャルサポーターズソングとして使用されている「We are Diamonds」の原曲が「セイリング」である縁で招待された。ライブ本番前であった事からスタジアムでの歌唱などは見送られたが、サポーターに向けて映像でメッセージを送った。来日記念盤として代表作のCDがマーキュリー、ワーナー、BMGの3社から紙ジャケット仕様でリイシューされた。
2009年4月21日、ロサンゼルスで行われたジェフ・ベックのライブに飛び入りで登場し、「ピープル・ゲット・レディ」「迷信嫌い」を披露。2009年秋、前年に見送りとなったソウル・アルバムが『ソウルブック』としてようやく発表になった（日本版は12月発売）。また、マーキュリー／ワーナー期の楽曲の別テイクや、レコーディングされながら未発表だった秘蔵音源が多数発掘された。音源の一部はすでにBOXセット『ロッド・スチュワート　セッションズ　1971-1998』としてリリースされており、CDで発表されなかったアウトテイクは各アルバムのボーナストラックとしてインターネット配信された。2010年は、イギリスを中心とした春から夏にかけてのワールド・ツアーを敢行。一部でフェイセズのリユニオンが取り上げられたが、『ソウルブック』のプロモーションとコンサート活動に専念するため、ロッドの参加は見送られた。また、『グレイト・アメリカン・ソングブック』シリーズの完結を公式に宣言。その最終章となるVol.5を発表した。
2011年からはスティーヴィー・ニックスとのジョイント・ライブや、ラスベガスを中心としたコンサート活動を行う。2012年6月、ユニバーサルミュージック内のヴァ―ヴ・レコードと多数のアルバム・リリースを含めた契約を交わす。同年秋には、自伝を海外で出版（翌2013年、日本でも発売）。また、キャリア初のクリスマス・アルバム『メリー・クリスマス、ベイビー』を発表。製作総指揮をデイヴィッド・フォスターが務め、全米で初登場3位を記録。全英では初登場2位を記録した。本作と同時進行で、ロック・アルバムを制作中であることがアナウンスされ、アルバムには新曲がダウンロードできるミュージック・カードが封入された。
2013年春には、自身15年振りとなる作詞・作曲のオリジナルナンバーを多数含むアルバム『タイム〜時の旅人〜』を発表。1979年の『グレイテスト・ヒッツ』以来、自身34年振りとなる全英チャート1位を獲得した。これは英国の音楽史上においてボブ・ディランに次ぐ記録で、イギリス人ミュージシャンではトム・ジョーンズの32年を上回る最長記録である。
2015年、前作『タイム〜時の旅人〜』に続く、自作曲を中心としたアルバム『アナザー・カントリー』を発表。ほとんどの楽曲は自宅でレコーディングされた。
2016年6月10日、英国政府によりナイト爵位が授与されることが発表された。
2018年、『ブラッド・レッド・ローゼズ』を発表。全英では自身5年振りとなる初登場1位を記録。一方、アメリカでは定期的なライブを除き大規模なプロモーションは行われず、スタジオ・アルバムとしては1970年代以降では最も低いチャート・アクションとなった。
2019年9月27日、ロサンゼルスのハリウッド・ボウルで行われた公演のアンコールで、ジェフ・ベックと10年振りに共演、5曲を披露した。一夜限りのパフォーマンスになる事が春からアナウンスされていた。
11月には数々のヒット曲をロイヤル・フィル・ハーモニー管弦楽団によるリアレンジ、新録のナンバーも収録した『ロッド・スチュワート・ウィズ・ロイヤル・フィルハーモニー管弦楽団』を発表。本作は全英で初登場3位、2週目も2位とスマッシュヒットを記録したもののトップの座を獲得するには至らず、「ソロで50周年を祝うより、イギリスで10枚目のナンバー1を祝う方がずっといい」と、ファンに向けて異例のメッセージを送った。翌週から3週続けて1位を獲得し、自身の持つ最年長記録を更新。また、ソロ50年のキャリアで初の全米クラシック・アルバム・チャート1位を記録した。
2020年2月18日、英国で開催された「Brit Awards 2020」で、ロン・ウッド、ケニー・ジョーンズと「ステイ・ウィズ・ミー」をオーケストラを従えプレイした。フェイセズが1970年3月にデビューアルバムを発表してから丸50年のアニバーサリーを飾る共演となった。

## 私生活
「すらりとしたブロンド（の女性）が好き」と公言しているとおり、女性遍歴が華やかで、17歳の頃に未婚の父となるなど、これまで4人の女性との間に8人の子供を授かっている。1980年代に俳優ジョージ・ハミルトンの元妻であるアラナ・ハミルトンと最初の結婚、1990年にレイチェル・ハンターと結婚したがいずれも離婚。なお、レイチェルとの夫婦関係は1999年にはすでに破綻状態にあり、現在の妻であるモデルのペニー・ランカスターには2000年に出会っている。
2019年に娘のキンバリーが40歳の誕生日を迎えた時には、最初の妻であるアラナ、元恋人のケリー、元妻のレイチェルが集結し、ロッドとペニーを交えた5ショット写真が公開された。
|           | 交際相手 （☆は後に結婚） | 子供                                            | 身長  | 職業          |
| --------- | ------------------------ | ----------------------------------------------- | ----- | ------------- |
| 1971-1975 | ディー・ハリントン       |                                                 |       | モデル        |
| 1975-1977 | ブリット・エクランド     |                                                 | 165cm | 女優          |
| 1979-1984 | アラナ・ハミルトン ☆     | キンバリー・スチュワート ショーン・スチュワート | 175cm | 女優/モデル   |
| 1983-1990 | ケリー・エンバーグ       | ルビー・スチュワート                            | 173cm | モデル        |
| 1990-2006 | レイチェル・ハンター ☆   |                                                 | 178cm | モデル/女優   |
| 2007-     | ペニー・ランカスター ☆   | アリステア・スチュワート アイデン・スチュワート | 186cm | モデル/写真家 |

元フェイセズのメンバーだったロニー・レーンが重病を患った際には、ロン・ウッドと膨大な医療費を人知れず払い続けていたこと、ロッドの才能をいち早く見抜いたブルース・シンガーのロング・ジョン・ボールドリーの医療費も負担していたことが、オフィシャル・バイオグラフィーに記載されている。
2010年、約30年間を過ごしたロサンゼルスに別れを告げ、本国イギリスに帰国した。また、2010年には8人目の子供の父親となっている（当時66歳）。
趣味はサッカー観戦。セルティックFCの熱狂的サポーターであり、ライブでユニフォームを着ることもある。セルティックFCのロゴを象ったオフィシャルグッズも制作されている。鉄道模型の大ファンでもあり、ビバリーヒルズの自宅には139平方メートルにもなる鉄道模型レイアウトが設置されているという。制作したレイアウトはモデル・レイルローダー誌上で何度か取り上げられている。

## 日本への影響
ロッドに影響を受けた人物としてまず、かまやつひろし、加瀬邦彦があげられる。かまやつと加瀬は安井かずみと3人で、1973年のロッドの英国ロンドン公演にまで足を運んだほど、彼に魅力を感じていた。加瀬は沢田研二のステージに、ロッドのステージ・アクションを取り入れられないかと思案したという。また、かまやつひろしのキツツキ・ヘアは、ロッドの髪型を模倣したものである。
西城秀樹は、マイクを持ち上げようとすると、マイクが非常に重くパフォーマンスに支障をきたすほどだった。彼は、ロッドがライブで行う、マイクスタンドを振り上げるパフォーマンスがアルミ製のマイクスタンドだと知り、自らのステージに取り入れた。また、自身の大阪球場コンサートのエンディングとして長年に渡って「セイリング」を使用。ハードロック評論家・伊藤政則は西城が「沢田研二さんがミック・ジャガーに入れ込んでいたので、僕はロッド・スチュワートを目指すことにした」と語ったことを証言している。なお、西城がファンだったのは、「ジャニス・ジョプリン、ビートルズ、ベンチャーズ、ジミ・ヘンドリクス」などである。世良公則はフェイセズ時代からのロッド通としてファンの間では知られており、ラジオ番組や雑誌などに度々コメントを寄せている。
1970年代後半、沢田研二は「ホット・レッグス」や「アイム・セクシー」の日本語版をテレビやライブでカバーした。グラマラスななメイク、ファッションや、バンド活動を経てソロでブレイクした点がロッドと共通していたが、西城の証言の通り、沢田が影響を受けていたのは”ミック・ジャガー”であり、ロッドではない。沢田は1993年に自身の音楽劇「ACT SHAKESPEARE」における劇中歌として自ら日本語に訳した「セイリング」を歌った。浅川マキはロッドのキャリア初期の作品が気に入っていて、「イッツ・ノット・ザ・スポットライト」や「ガソリン・アレイ」等をカバーした。B'zの稲葉浩志もロッドの歌声に影響を受けたといい、ロッドの声に憧れお酒でうがいをしたことがあると述べている。
矢沢永吉も以前から影響を受けていた。1997年にロンドンで行われた音楽イベント「SONGS&VISIONS」に唯一の東洋系として出演したことで、さらに意識したとフジテレビ番組出演時に明かしており、2009年、ロッドの日本武道館公演も観客として鑑賞している。
奥田民生は直接的な言及はしないが、自身の曲「ツアーメン」のギターリフは「ホット・レッグス」のオマージュである。また、2000年のGOLDBLENDツアーの一部公演で「ホット・レッグス」を歌唱した。徳永英明の「VOCALIST」シリーズは、ロッドのカバー・シリーズの成功がきっかけだったことが「ソウルブック」のブックレットに記載されている。布袋寅泰はカバー・アルバム「MODERN TIMES ROCK'N'ROLL」で「セイリング」を取り上げた。TM NETWORKの宇都宮隆もファンを公言しており、ソロ初来日の際には日本武道館公演を二度鑑賞し、1993年頃のインタビュー記事ではこの年のベストアルバムとしてロッドの「アンプラグド」一択と述べている。KOKIAは「グレイト・アメリカン・ソング・ブック」シリーズから3曲を取り上げた。

## ディスコグラフィ

### アルバム

#### ジェフ・ベック・グループ
- 『トゥルース』 - Truth (1968年)
- 『ベック・オラ』 - Beck Ola (1970年)

#### フェイセズ
- 『ファースト・ステップ』 - First Step (1970年)
- 『ロング・プレイヤー』 - Longplayer (1971年)
- 『馬の耳に念仏』 - A nod's as good as a wink to a blind horse (1971年)
- 『ウー・ラ・ラ』 - Ooh la la (1973年)
- 『ロッド・スチュワート&フェイセズ＝ライヴ』 - Coast to Coast: Overture and Beginners (1974年) ※ライブ・アルバム

#### ソロ
- 『ロッド・スチュワート・アルバム』 - An Old Raincoat Won't Ever Let You Down (The Rod Stewart Album) (1969年)
- 『ガソリン・アレイ』 - Gasoline Alley (1970年)
- 『エヴリ・ピクチャー・テルズ・ア・ストーリー』 - Every Picture Tells a Story (1971年) ※「マギー・メイ」収録
- 『ネヴァー・ア・ダル・モーメント』 - Never a Dull Moment (1972年)
- 『スマイラー』 - Smiler (1974年)
- 『アトランティック・クロッシング』 - Atlantic Crossing (1975年)
- 『ナイト・オン・ザ・タウン』 - A Night on the Town (1976年)
- 『明日へのキック・オフ』 - Foot loose & Fancy Free (1977年)
- 『スーパースターはブロンドがお好き』 - Blondes Have More Fun (1978年)
- 『パンドラの匣』 - Foolish Behaviour (1980年)
- 『トゥナイト・アイム・ユアーズ』 - Tonight I'm Yours (1981年)
- 『アブソルートリー・ライヴ』 - Absolutely Live (1982年)
- 『ボディ・ウィッシーズ』 - Body Wishes (1983年)
- 『カムフラージュ』 - Camouflage (1984年)
- 『ロッド・スチュワート』 - Every Beat of My Heart (1986年)
- 『アウト・オブ・オーダー』 - Out of Order (1988年)
- 『ヴァガボンド・ハート』 - Vagabond Heart (1991年)
- 『リード・ボーカリスト』 - Lead Vocalist (1993年)
- 『アンプラグド』 - Unplugged... and Seated (1993年) ※2009年にコレクターズ・エディションとしてDVD付き仕様版が発売された。
- 『ユア・ザ・スター』 - A spanner in the Works (1995年)
- 『ザ・ニュー・ボーイズ』 - When We Were the New Boys (1998年)
- 『ヒューマン』 - Human (2001年)
- 『ザ・グレイト・アメリカン・ソングブック』 - Great American Songbook: It Had to Be You (2002年)
- 『ザ・グレイト・アメリカン・ソングブックVol.2』 - Great American Songbook: Vol.2: As Time Goes By (2003年)
- 『ザ・グレイト・アメリカン・ソングブックVol.3』 - Great American Songbook: Vol.3: Stardust (2004年)
- 『ザ・グレイト・アメリカン・ソングブックVol.4』 - Great American Songbook: Vol.4: Thanks for the Memory (2005年)
- 『グレイト・ロック・クラシックス』 - Still The Same... Great Rock Classics of Our Time (2006年)
- 『ソウルブック』 - Soulbook (2009年)
- 『ザ・グレイト・アメリカン・ソングブックVol.5』 - Great American Songbook: Vol.5: Fly to the Moon (2010年)
- 『メリー・クリスマス、ベイビー』 - Merry Christmas, Baby (2012年)
- 『タイム〜時の旅人〜』 - Time (2013年)
- 『アナザー・カントリー』 - Another Country (2015年)
- 『ブラッド・レッド・ローゼズ』 - Blood Red Roses (2018年)
- 『ヘラクレスの涙』 - The Tears of Hercules (2021年)
- Swing Fever with Jools Holland (2024年)

## 日本公演
- 1979年

3月5日 福岡スポーツセンター、7日,14日,15日,16日 日本武道館、10日 名古屋市国際展示場、11日,12日 フェスティバルホール
- 1981年

4月24日,25日 愛知県体育館、27日,28日,5月8日,11日,12日 日本武道館、5月1日,2日 フェスティバルホール、5日,6日 福岡スポーツセンター
- 1984年

11月28日,29日,12月5日 日本武道館、30日 名古屋市国際展示場、12月2日 福岡国際センター、3日 大阪城ホール、7日 仙台市体育館、8日 横浜文化体育館
- 1994年

4月22日,23日,24日 横浜アリーナ、26日,27日 大阪城ホール、29日 真駒内アイスアリーナ
- 1996年

1月12日 福岡国際センター、14日 大阪城ホール、17日 名古屋レインボーホール、18日,22日,23日 日本武道館、20日 月寒グリーンドーム
- 2009年

3月9日 大阪城ホール、3月11日・12日 日本武道館、3月14日 さいたまスーパーアリーナ
- 2024年 "Live in Concert One Last Time"

3月20日 有明アリーナ